# هیپوآلدوسترونیسم
هیپوآلدوسترونیسم (انگلیسی: Hypoaldosteronism) هیپوآلدوسترونیسم وضعیتی است که در آن قشر آدرنال آلدوسترون کمتری نسبت به مقدار معمول ترشح می کند.
مانند هیپرآلدوسترونیسم، می تواند اولیه و ثانویه باشد. کمبود آلدوسترون مرتبط با کم کاری غدد فوق کلیوی در بیماری آدیسون، سندرم واترهاوس-فریدریکسن و کمبود مادرزادی آنزیم های دخیل در بیوسنتز استروئیدها مشاهده می شود.
هیپوآلدوسترونیسم ثانویه ممکن است ناشی از مهار سیستم رنین-آنژیوتانسین، کمبود ACTH یا سوء مصرف داروهای معدنی کورتیکوئید یا شیرین بیان باشد.
با کمبود آلدوسترون، بدن به طور مداوم سدیم را از دست می دهد و در نتیجه حجم مایع خارج سلولی کاهش می یابد و این منجر به خستگی، سردرد، افت فشار خون و تاکی کاردی می شود. احتباس همزمان K+ و H+ باعث هیپرکالمی و اسیدوز می شود که به ترتیب به صورت آریتمی قلبی و اسپاسم عضلانی، هیپرونتیلاسیون و تیرگی هوشیاری ظاهر می شود.